# Mont-roig (els Plans de Sió)
Mont-roig o Mont-roig de Segarra és una entitat de població del municipi dels Plans de Sió a la comarca de la Segarra.